# 澳門政治制度改革
澳門政治制度改革，簡稱政制改革或政改，以1999年12月20日為界，分為澳葡時期和澳門回歸後的政治制度改革。現通常指後者，即澳門特別行政區政府根據《中華人民共和國澳門特別行政區基本法》所落實的一系列政治制度上的改動。

## 葡屬澳門
1976年隨著葡萄牙民主化，具代議政制成份的澳門立法會亦隨即成立，《澳門組織章程》明確規定由17名議員組成，17名議員的產生辦法則有三種方式：5名由總督在當地社會享有相當聲譽的居民中指出；6名由直接普遍投票選出；6名由間接投票選出。由此看來，在澳門，立法會議員由直接選舉、間接選舉和委任產生，並不是後來《澳門基本法》突然新設立的制度安排。澳門在葡萄牙管治時期，從一開始設立立法會時，對立法會議員便採取了這三種產生方式，而且一直延續到澳門回歸前也未改變過。

## 澳門特別行政區

### 立法會選舉制度
澳門立法會據此藉2012年8月29日通過的第12/2012號法律對《澳門特別行政區立法會選舉法》第14條及第21條作出相應的修改。根據新修訂的條文，2013年第五屆立法會直接選舉產生的議員由12名增加至14名；間接選舉產生的議員由10名加至12名；委任議員維持7名。換言之，第五屆澳門特別行政區立法會議員人數共33名。
法人選民的投票人數由原來的11人增加至最多22人；取消了同額競選的“自動當選”機制。同時，提名門檻由25%降低至20%，即提名委員會只須由該選舉組別被登載於選舉日期公佈日前最後一個已完成展示的選民登記冊的法人總數的20%組成。

### 立法會議席組成
間接選舉分類改名（例如「僱主利益」改為「工商、金融界」）之後即以新名稱為準。
| 類別         | 類別                        | 1996年 | 2001年 | 2005年 | 2009年                        | 2009年 | 2013年           | 2013年 |
| ------------ | --------------------------- | ------ | ------ | ------ | ----------------------------- | ------ | ---------------- | ------ |
| 直接選舉     | 直接選舉                    | 8      | 10     | 12     | 12                            | 12     | 14               | 14     |
| 間接選舉     | 僱主利益                    | 4      | 4      | 4      | 工商、金融界                  | 4      | 4                | 4      |
| 間接選舉     | 勞工利益                    | 2      | 2      | 2      | 勞工界                        | 2      | 2                | 2      |
| 間接選舉     | 專業利益                    | 1      | 2      | 2      | 專業界                        | 2      | 3                | 3      |
| 間接選舉     | 慈善、文化、 教育及體育利益 | 1      | 2      | 2      | 社會服務、文化、 教育及體育界 | 2      | 社會服務及教育界 | 1      |
| 間接選舉     | 慈善、文化、 教育及體育利益 | 1      | 2      | 2      | 社會服務、文化、 教育及體育界 | 2      | 文化及體育界     | 2      |
| 行政長官委任 | 行政長官委任                | 7      | 7      | 7      | 7                             | 7      | 7                | 7      |
| 總數         | 總數                        | 23     | 27     | 29     | 29                            | 29     | 33               | 33     |

## 發展過程

### 2009年雙選舉

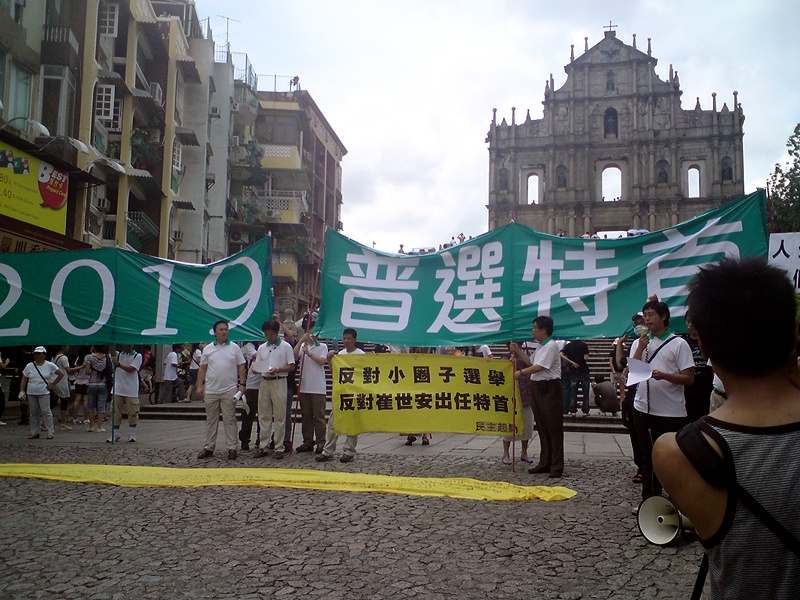
新澳門學社聯同民主起動在耶穌會紀念廣場下拉起「2019普選特首」橫額

對於2009年澳門行政長官選舉，一直被指為小圈子選舉及「欽點」，而崔世安是唯一的行政長官選舉候選人。身兼澳門立法會議員的選委高天賜表示根據《澳門基本法》的規定應該已有一套新的選舉制度選出新的行政長官。而高天賜在出席候選人答問大會後批評當局就民主政制政策在澳門回歸這十年間停滯不前，繼而質詢崔世安何時會推進民主，但他對崔世安的回答感到失望並表示當局「只是懂得研究、研究、研究」。
早在2008年3月31日，新澳門學社向行政長官遞信，指「三個選舉法」 （即行政長官和立法會選舉法和《選民登記法》）只有技術性修改，在政制發展方面原地踏步。特別是增加社團取得選舉資格的年期條件，「客觀上只是鞏固舊社團的利益，讓舊社團維持既得利益的小圈子，繼續操控行政長官選舉和立法會十個間選議席」。 而學社支持的兩位立法議員都以「選委會產生方法不公平，但既享有提名和選舉行政長官的特權」為由，沒有參加選舉委員會，但仍然以向候選人提問的形式、以市民角度參與。
在選舉完畢後的下午，新澳門學社聯同民主起動成員在耶穌會紀念廣場拉起「2019普選特首」橫額反對小圈子選舉，並要求2014年落實普選。

### 2012年政制改革
2012年，澳門政府就政制發展進行諮詢，但過程備受爭議，大部份居民均不清楚有關諮詢詳情；而政府宣稱增加間選、委任各兩席的方案是「主流意見」，引起民主派強烈不滿。

### 2014年行政長官選舉
2014年5月份，澳门良心连同澳门青年动力和开放澳门协会等澳门民主派组成“特首选举民间公投管理委员会”，尝试效仿香港“占领中环”运动举行网上全民公投。网上投票于2014年8月24日向公众开放，于8月31日关闭。同时，主办方“民间公投管理委员会”还安排五个街头投票站，向市民公开投票，但因票站工作人员被警方带走，平板电脑遭没收而暂停票站运作，改为原定向市民派传单，呼吁市民投票表态。